# Неунылов, Борис Александрович
Борис Александрович Неунылов (20 сентября [3 октября] 1908, Данков — 6 июня 1994, Владивосток) — советский учёный, член-корреспондент Академии наук СССР, академик ВАСХНИЛ.

## Биография
Борис Александрович Неунылов родился в городе Данков. В 1935 году окончил Дальневосточный сельскохозяйственный институт. В 1940 году вступил в КПСС. В 1957 году Неунылову была присвоена учёная степень доктора сельскохозяйственных наук. С 1964 по 1970 годы занимал должность председателя Президиума Дальневосточного филиала Сибирского отделения АН СССР. В 1966 году был избран академиком ВАСХНИЛ. 24 ноября 1970 года был избран членом-корреспондентом АН СССР по специальности «биология». С 1970 по 1973 годы был первым заместителем председателя Президиума Дальневосточного научного центра АН СССР.

## Научные достижения
Благодаря предложенным Неуныловым методам обработки почв, внесения удобрений и ухода за посевами удалось повысить посевные площади и урожайность риса в Приморском крае.

## Награды
- Герой Социалистического Труда (1966)[1][2];
- Орден Ленина (1966)[2];
- Орден Трудового Красного Знамени (1975)[2];
- 6 медалей[2];

## Память
Дальневосточным отделением РАН была учреждена премия имени Б. А. Неунылова, которая присуждается «за работы в области физико-химической биологии и агрохимии».